# Baltic Dry Index

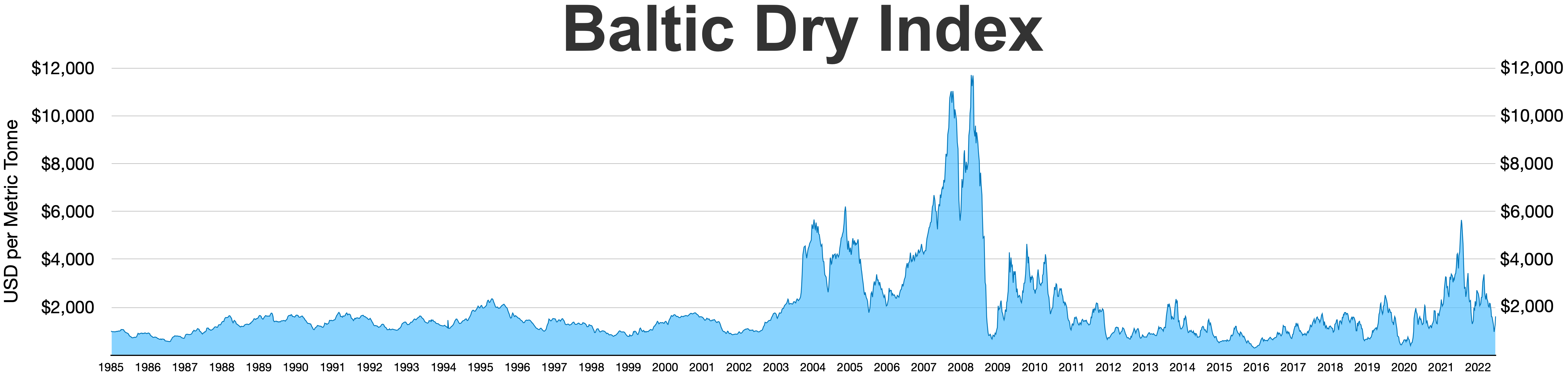
Baltic Dry Index 1985–2022

Baltic Dry Index (BDI) — індекс, який щодня публікує Балтійська біржа в Лондоні. Він є орієнтиром для формування ціни на перевезення сухої сировини морем. Індекс являє собою сукупність трьох субіндексів, які вимірюють різні розміри сухих балкерних суден: Capesize, які зазвичай перевозять вантажі залізної руди або вугілля близько 150 000 тонн; Panamax, які зазвичай перевозять вугілля або зернові вантажі приблизно від 60 000 до 70 000 тонн; та Supramax, вантажі від 48 000 до 60 000 тонн. Балтійський сухий індекс враховує 23 різні транспортні шляхи, що перевозять вугілля, залізну руду, зерно та багато інших товарів. Якщо ціни на перевезення зростають, індекс підвищується і прибуток отримують судновласники. Якщо індекс знижується, власники вантажів отримують економію грошей.

## Історія
Історія біржі бере свій початок у 1744 році з кав'ярні, де збиралися купці та домовлялись про перевезення вантажів морем. У цьому році кав'ярня «англ. Virginia and Maryland» на вулиці англ. Threadneedle Street,, Лондон, змінила свою назву на «англ. Virginia and Baltick», щоб точніше описати ділові інтереси купців, які там збиралися. Сьогоднішня Балтійська біржа має коріння в комітеті купців, сформованому в 1823 році для регулювання торгівлі та оформлення обміну цінними паперами. Перший щоденний індекс вантажних перевезень був опублікований Балтійською біржею в січні 1985 року.

## Значення
Найбільш безпосередньо індекс вимірює попит на тоннаж суден порівняно з пропозицією балкерних вантажних суден. Попит на перевезення варіюється залежно від кількості вантажу, що торгується або переміщується на різних ринках (попит та пропозиція). Опосередковано BDI вимірює світовий попит та пропозицію на товари, що перевозяться балкерами, таких як будівельні матеріали, вугілля, металеві руди та зернові культури. 
Оскільки основна маса сухих вантажів насамперед складається з матеріалів, які є сировиною для виробництва проміжних або готових товарів, таких як бетон, електроенергія, сталь та продукти харчування, індекс також розглядається як ефективний економічний показник майбутнього економічного зростання та виробництва. Деякі люди вважають BDI провідним економічним показником, оскільки він передбачає майбутню економічну діяльність. На відміну від ринків акцій та облігацій, BDI позбавлений спекулятивної діяльності. Перевезення вантажу морем може замовити лише той, хто дійсно має вантаж для такого перевезення.
20 травня 2008 року індекс досяг свого рекордного високого рівня з моменту введення в 1985 році, досягнувши 11 793 балів. Через пів року, 5 грудня 2008 року, індекс знизився на 94%, до 663 пунктів, найнижчий з 1986 року, хоча до 4 лютого 2009 року він відновив трохи втраченого ґрунту, до 1316. Ці низькі показники не небезпечно переміщалися до комбінованих експлуатаційних витрат суден, палива та екіпажів.